# Coppa FIRA 1987-1989
La Coppa FIRA 1987-89 (in francese Trophée européen FIRA 1987-89), anche Coppa Europa 1987-89, fu il 27º campionato europeo di rugby a 15 organizzato dalla FIRA.
Si tenne dal 25 ottobre 1987 al 2 giugno 1989 tra 5 squadre che si affrontarono con la formula del girone unico a gare di andata e ritorno.
Il torneo fu vinto per la 22ª volta dalla Francia, che lasciò i suoi unici punti nella georgiana Kutaisi a casa dell'Unione Sovietica, che occupò la piazza d'onore.
Al terzo posto si classificò la Romania mentre l'Italia giunse penultima, scampando alla retrocessione proprio nella giornata finale allorquando batté allo stadio Fattori dell'Aquila la Spagna condannandola alla seconda divisione.
La seconda divisione si tenne a gironi, vinti rispettivamente da Polonia e Belgio; sei mesi dopo la fine del torneo, le due squadre spareggiarono per la promozione a Madrid in una gara che valeva anche per le qualificazioni alla Coppa del Mondo e i polacchi si aggiudicarono l'incontro per 35-23.
Tra la seconda e terza divisione scambio di posti tra la retrocessa Jugoslavia e la promossa Bulgaria.

## Squadre partecipanti
| 1ª divisione     | 2ª divisione   | 2ª divisione   | 3ª divisione |
| 1ª divisione     | Girone A       | Girone B       | 3ª divisione |
| ---------------- | -------------- | -------------- | ------------ |
| Francia          | Cecoslovacchia | Belgio         | Andorra      |
| Italia           | Marocco        | Germania Ovest | Bulgaria     |
| Romania          | Polonia        | Jugoslavia     | Lussemburgo  |
| Spagna           | Tunisia        | Paesi Bassi    |              |
| Unione Sovietica |                | Portogallo     |              |

## 1ª divisione
| Data       | Incontro                      | Risultato | Sede           |
| ---------- | ----------------------------- | --------- | -------------- |
| 25-10-1987 | Romania ― Unione Sovietica    | 18-10     | Iași           |
| 7-11-1987  | Unione Sovietica ― Italia     | 12-9      | Kišinëv        |
| 11-11-1987 | Francia ― Romania             | 49-3      | Agen           |
| 5-12-1987  | Spagna ― Italia               | 0-13      | Barcellona     |
| 7-2-1988   | Francia XV ― Italia           | 19-9      | Monaco         |
| 2-4-1988   | Italia ― Romania              | 3-12      | Milano         |
| 17-4-1988  | Romania ― Spagna              | 16-7      | Focșani        |
| 23-4-1988  | Unione Sovietica ― Spagna     | 12-7      | Kutaisi        |
| 15-5-1988  | Spagna ― Francia XV           | 16-32     | Madrid         |
| 22-5-1988  | Unione Sovietica ― Francia XV | 17-10     | Kutaisi        |
| 23-10-1988 | Unione Sovietica ― Romania    | 23-9      | Alma-Ata       |
| 5-11-1988  | Italia ― Unione Sovietica     | 12-18     | Treviso        |
| 20-11-1988 | Spagna ― Unione Sovietica     | 21-9      | Madrid         |
| 26-11-1988 | Romania ― Francia             | 12-16     | Bucarest       |
| 19-2-1989  | Italia ― Francia XV           | 12-40     | Brescia        |
| 19-3-1989  | Francia XV ― Spagna           | 57-7      | Hendaye        |
| 15-4-1989  | Romania ― Italia              | 28-4      | Bucarest       |
| 20-5-1989  | Francia XV ― Unione Sovietica | 18-16     | Valence-d'Agen |
| 21-5-1989  | Spagna ― Romania              | 16-19     | Valencia       |
| 2-6-1989   | Italia ― Spagna               | 33-19     | L'Aquila       |

|               | Classifica       | G | V | N | P | PF  | PS  | P±   | PT |
| ------------- | ---------------- | - | - | - | - | --- | --- | ---- | -- |
|               | Francia          | 8 | 7 | 0 | 1 | 241 | 92  | +149 | 22 |
|               | Unione Sovietica | 8 | 5 | 0 | 3 | 117 | 104 | +13  | 18 |
|               | Romania          | 8 | 5 | 0 | 3 | 117 | 128 | -11  | 18 |
|               | Italia           | 8 | 2 | 0 | 6 | 95  | 148 | -53  | 12 |
| Retrocessione | Spagna           | 8 | 1 | 0 | 7 | 93  | 191 | -98  | 10 |

## 2ª divisione

### Girone A
| Data       | Incontro                 | Risultato | Sede       |
| ---------- | ------------------------ | --------- | ---------- |
| 9-4-1988   | Cecoslovacchia ― Tunisia | 18-9      | Praga      |
| 23-4-1988  | Tunisia ― Marocco        | 6-11      | Tunisi     |
| 1-5-1988   | Polonia ― Tunisia        | 21-6      | Sopot      |
| 13-5-1988  | Marocco ― Polonia        | 7-13      | Casablanca |
| 15-5-1988  | Polonia ― Cecoslovacchia | 18-9      | Sochaczew  |
| 21-5-1988  | Cecoslovacchia ― Marocco | 15-0      | Praga      |
| 29-5-1988  | Polonia ― Marocco        | 18-6      | Cracovia   |
| 15-11-1988 | Tunisia ― Polonia        | 9-30      | Tunisi     |
| 11-2-1989  | Marocco ― Tunisia        | 6-6       | Casablanca |
| 25-3-1989  | Marocco ― Cecoslovacchia | 17-8      | Casablanca |
| 5-5-1989   | Tunisia ― Cecoslovacchia | 26-16     | Tunisi     |
| 20-5-1989  | Cecoslovacchia ― Polonia | 12-26     | Praga      |

|  | Classifica     | G | V | N | P | PF  | PS  | P±  | PT |
|  | -------------- | - | - | - | - | --- | --- | --- | -- |
|  | Polonia        | 6 | 6 | 0 | 0 | 126 | 49  | +77 | 18 |
|  | Marocco        | 6 | 2 | 1 | 3 | 47  | 66  | -19 | 11 |
|  | Cecoslovacchia | 6 | 2 | 0 | 4 | 78  | 96  | -18 | 10 |
|  | Tunisia        | 6 | 1 | 1 | 4 | 62  | 102 | -40 | 9  |

### Girone B
| Data       | Incontro                     | Risultato | Sede              |
| ---------- | ---------------------------- | --------- | ----------------- |
| 25-10-1987 | Paesi Bassi ― Belgio         | 15-20     | Hilversum         |
| 15-11-1987 | Germania Ovest ― Belgio      | 21-24     | Berlino           |
| 29-11-1987 | Jugoslavia ― Germania Ovest  | 6-15      | Spalato           |
| 13-12-1987 | Portogallo ― Belgio          | 7-13      | Lisbona           |
| 21-2-1988  | Portogallo ― Paesi Bassi     | 16-9      | Lousã             |
| 20-3-1988  | Germania Ovest ― Paesi Bassi | 6-3       | Heidelberg        |
| 14-4-1988  | Belgio ― Jugoslavia          | 18-11     | Liegi             |
| 17-4-1988  | Paesi Bassi ― Jugoslavia     | 31-10     | Hilversum         |
| 17-4-1988  | Portogallo ― Germania Ovest  | 13-9      | Arcos de Valdevez |
| 8-5-1988   | Jugoslavia ― Portogallo      | 9-22      | Spalato           |
| 22-10-1988 | Belgio ― Paesi Bassi         | 27-9      | Bruxelles         |
| 13-11-1988 | Jugoslavia ― Belgio          | 9-31      | Spalato           |
| 20-11-1988 | Germania Ovest ― Jugoslavia  | 29-6      | Hannover          |
| 27-11-1988 | Jugoslavia ― Paesi Bassi     | 6-0       | Spalato           |
| 10-12-1988 | Belgio ― Germania Ovest      | 7-16      | Bruxelles         |
| 5-4-1989   | Paesi Bassi ― Portogallo     | 23-17     | Hilversum         |
| 8-4-1989   | Belgio ― Portogallo          | 15-15     | Bruxelles         |
| 16-4-1989  | Paesi Bassi ― Germania Ovest | 21-13     | Hilversum         |
| 22-4-1989  | Portogallo ― Jugoslavia      | 13-9      | Lousã             |
| 30-4-1989  | Germania Ovest ― Portogallo  | 30-15     | Hannover          |

|               | Classifica     | G | V | N | P | PF  | PS  | P±  | PT |
| ------------- | -------------- | - | - | - | - | --- | --- | --- | -- |
|               | Belgio         | 8 | 6 | 1 | 1 | 155 | 103 | +52 | 21 |
|               | Germania Ovest | 8 | 5 | 0 | 3 | 139 | 95  | +44 | 18 |
|               | Portogallo     | 8 | 4 | 1 | 3 | 118 | 117 | +1  | 17 |
|               | Paesi Bassi    | 8 | 3 | 0 | 5 | 111 | 115 | -4  | 14 |
| Retrocessione | Jugoslavia     | 8 | 1 | 0 | 7 | 66  | 159 | -93 | 10 |

## 3ª divisione
| Data      | Incontro               | Risultato | Sede        |
| --------- | ---------------------- | --------- | ----------- |
| 8-11-1987 | Andorra ― Lussemburgo  | 12-3      | Andorra     |
| 24-4-1988 | Lussemburgo ― Bulgaria | 14-4      | Lussemburgo |
| 28-5-1988 | Bulgaria ― Andorra     | 30-6      | Sofia       |
| 23-4-1989 | Lussemburgo ― Andorra  | 10-8      | Lussemburgo |
| 14-5-1989 | Bulgaria ― Lussemburgo | 13-4      | Sofia       |
| 28-5-1989 | Andorra ― Bulgaria     | 7-21      | Andorra     |

|  | Classifica  | G | V | N | P | PF | PS | P±  | PT |
|  | ----------- | - | - | - | - | -- | -- | --- | -- |
|  | Bulgaria    | 4 | 4 | 0 | 0 | 78 | 21 | +57 | 12 |
|  | Andorra     | 4 | 1 | 0 | 3 | 43 | 64 | -21 | 6  |
|  | Lussemburgo | 4 | 1 | 0 | 3 | 21 | 57 | -36 | 6  |